# 보은 법주사 석옹
보은 법주사 석옹(報恩 法住寺 石瓮)은 충청북도 보은군 속리산면 사내리, 법주사 경내 총지선원(摠持禪院) 왼쪽 40m 정도 떨어진 곳에 묻혀 있는 항아리 형태의 석조물이다. 2000년 12월 22일 충청북도의 유형문화재 제204호로 지정되었다.

## 참고 자료
- 보은 법주사 석옹 - 국가유산청 국가유산포털
- 법주사석옹 - 한국민족문화대백과
- 법주사 석옹 - 두산백과